# Mitsubishi Model A
Mitsubishi Model A byl jediným automobilem vyráběným firmou Mitsubishi Shipbuilding a prvním sérově vyráběným automobilem v Japonsku. Za rozhodnutím o výrobě stál 4. prezident společnosti Mitsubishi Koyata Iwasaki, synovec zakladatele Yataro Iwasaki, který předpovídal prodejnost motorových vozidel a jejich velkou roli v ekonomickém vývoji Japonska. Model A byl postaven jako přepychové vozidlo pro členy vlády a vysoce postavené úředníky a proto musel být spolehlivý a pohodlný.
V té době byli v automobilovém odvětví nejvíce rozvinutí italští výrobci, a proto byl Model A postaven na základu automobilu Fiat Tipo 3. Byl to čtyřdveřový sedmimístný sedan s motorem vpředu a poháněnou zadní nápravou. Motor měl výkon 26 kW při objemu 2,8 l a byl schopen jet rychlostí až 92 km/h. Všech 22 vozů (včetně prototypů) bylo vyrobeno v loděnicích firmy v Kobe mezi lety 1917 a 1921.
Protože bylo poměrně nákladné vyrábět automobil celý ručně a vůz byl ve srovnání s evropskou a americkou konkurencí příliš drahý, Mitsubishi jeho produkci po čtyřech letech ukončilo. Dále se firma soustředila hlavně na výrobu úspěšných nákladních automobilů Fuso a další osobní automobil byl vyroben až v roce 1960 – Mitsubishi 500.
V MAG (Mitsubishi Auto Gallery – muzeum aut Mitsubishi v Okazaki, založeno roku 1989) je replika automobilu Model A z roku 1972 postaveného ze stejných materiálů, jaké se používaly v roce 1917. Replika má o něco menší rozvor kol a používá vodou chlazený čtyřválcový OHV motor s objemem 977 cm³ namísto většího původního 2,8 litru.